# Draupnir

Ilustración sobre la creación de Draupnir.

Draupnir o Draupner era la argolla mágica que fue dada a Odín por el enano Brok, que la creó junto a su hermano Sindri. Ésta tenía el poder de hacer ocho copias de igual valor cada nueve noches. Más tarde Odín pone la argolla en la pira funeraria de Baldr, que luego se la devuelve por medio de Hermod.

## Creación
Un día Loki cortó con malicia las cabelleras de Sif, la esposa de Thor. Pero cuando este último lo descubrió, cogió a Loki y le habría triturado todos los huesos si no hubiera jurado mandar a hacer a los hijos de Ivaldi una cabellera de oro para Sif, que crecería como los otros cabellos. Loki fue, pues a la morada de los enanos y ellos hicieron los cabellos, Skidblandner, el barco de Freyr y Gungnir, la lanza de Odín. Entonces Loki apostó sobre su cabeza con el enano, cuyo nombre era Brok, que su hermano Sindre no sería capaz de hacer otros tres tesoros tan buenos como los que acaban de ser nombrados.
Los hermanos se dirigieron a la forja. Sindre puso una piel de cerdo en la fragua y pidió a Brok que maniobrara el fuelle y que no se parara hasta que él no hubiera retirado de la fragua lo que había colocado. Loki, disfrazado de mosca, se posó sobre la mano de Brok y le picó, pero no por eso dejó de maniobrar el fuelle, y lo que Sindre retiró fue un cerdo con sedas de oro. Luego, Sindre puso oro en la fragua. Esta vez, Loki se posó sobre el cuello de Brok y le picó más fuerte, pero no por eso dejó de maniobrar el fuelle, y lo que el forjador retiró fue la argolla de oro Draupnir. La tercera vez Sindre puso hierro en la fragua y pidió a su hermano que continuara soplando, sino todo se perdería. Entonces, la mosca se posó entre los ojos de Brok y le picó los párpados. La sangre empezó a caer en sus ojos, de tal forma que no podía ver; entonces Brok soltó un instante el fuelle para asustar a la mosca. Lo que el forjador retiró fue un martillo. Sindre dio a su hermano estos tesoros y le pidió que fuera a Asgard a buscar a quien había apostado. 
Mientras Loki y Brok llegaban cada uno con sus tesoros, los Æsir se sentaron sobre sus tronos, y deliberaron, y Odín, Frey y Thor fueron nombrados jueces para dar la decisión final. Entonces Loki dio a Odín la lanza Gungnir que no debía jamás perder su señal; a Thor le dio la cabellera de Sif; y a Frey, le dio el barco Skidblandner, que siempre tenía viento favorable en cuanto sus velas eran desplegadas, sin importar a donde iba su capitán: también se lo podía plegar como una servilleta y guardarlo en el bolsillo si se deseaba. Después de esto Brok avanzó y le dio a Odín la argolla Draupnir, diciendo que cada novena noche le surgirían de ella ocho argollas de igual valor. A Frey le dio el jabalí de oro Gullinbursti, diciéndole que podría correr en el aire y sobre el mar día y noche, más rápido que cualquier otro caballo, y que, por muy larga que fuese la noche, por más oscuros que fuesen los otros mundos, siempre habría claridad donde estuviera el jabalí, tan brillantes eran sus cerdas. A Thor le dio el martillo Mjölnir, diciendo que podría golpear un objeto por grande que fuera; que jamás golpearía en falso, y que cuando lo lanzase no debía temer perderlo, pues por muy lejos que fuera a caer, volvería siempre a su amo, y según sus deseos, se volvería tan pequeño que podría esconderlo en su seno; pero tenía un defecto, su empuñadura era un poco corta. Según la decisión de los dioses, el martillo era el mejor de todos los tesoros, especialmente por la protección que ofrecía contra los gigantes del frío; en consecuencia decidieron que el enano había ganado la apuesta y este último quiso pues la cabeza de Loki.
Loki se ofreció a recuperarla de alguna manera; pero el enano no quiso aceptar ninguna alternativa. -¡Bueno, cogeme entonces- dijo Loki, y en un momento estuvo muy lejos, ya que tenía unos zapatos con los que podía correr a través de los aires y sobre el mar. Entonces el enano le pidió a Thor que lo cogiera, lo que fue hecho, pero cuando Brok quiso cortarle la cabeza, Loki dijo: -La cabeza os pertenece, pero no el cuello-. Entonces el enano cogió hilo y un cuchillo y quiso perforar los labios de Loki para conservarlos juntos para que no engañara más, pero el cuchillo no estaba lo suficientemente afilado. -Estaría bien si tuviera el aliento de mi hermano- dijo, e inmediatamente el aliento estuvo allí y fue tan afilado que Brok pudo coser los labios de Loki para que se cerraran. Mucho tiempo después, Loki pudo sacarse los hilos a pesar de todo el dolor y siguió engañando con palabras a los incautos.

## Simbología
La argolla Draupnir es un símbolo de fertilidad. Pero eso no es todo; esta argolla simboliza también la fecundidad del espíritu, el poder creador del planeta, la evolución del pensamiento, la cadena de las ideas. Las argollas caen de Draupner como la gota cae en la gota. Las ideas no permanecen atadas a sus padres (Odín), sino que continúa creciendo y desarrollando de hombre a hombre (Baldur).